# رهاینهاوزن (برایسگاو)
رهاینهاوزن (به آلمانی: Rheinhausen) یک شهر در آلمان است که در امندینگن واقع شده‌است.